# Берёзовый (Хабаровский край)
Берёзовый — посёлок в Солнечном районе Хабаровского края России. Административный центр Берёзовского сельского поселения. Население — 4442 чел. (2021).

## История
Образован в 1962 году рядом с разъездом Вели Велинского лесопункта как лесопункт Горинского, затем Амгуньского леспромхоза, в начале 1970-х годов прошлого века стал центром крупного Среднеамгуньского ЛПХ. В 1970-х годах на месте разъезда построена железнодорожная станция, переименованная в 1981 году в Постышево в честь Павла Постышева, героя гражданской войны в ДВР, одного из организаторов голода на Украине (1932—1933) и политических репрессий 1937—1938 годов.

## Экономика
Действует лесоперерабатывающий завод.

## География и транспорт
Находится в солнечном районе в 125 км от районного центра и 155 км от ближайшего города - комсомольска на амуре, неподалеку от реки амгунь. К северу от поселка протекает река Вели, а за ней проходит Буреинский хребет
В посёлке имеется железнодорожная станция, а также автомобильная дорога.

## Образование
В посёлке имеются школа интернат №19 и общеобразовательная школа, а также детская школа исскуств.

## Население
| 1979 | 1992  | 2002  | 2010  | 2011  | 2012  | 2021  |
| ---- | ----- | ----- | ----- | ----- | ----- | ----- |
| 5528 | ↗7000 | ↘5803 | ↘5498 | ↘5487 | ↘5357 | ↘4442 |